# کیرون گوردون
کیرون گوردون (انگلیسی: Kyron Gordon؛ زادهٔ ۲۴ مهٔ ۲۰۰۲) بازیکن فوتبال است.